# Solène Rigot
Solène Rigot (1992) é uma atriz e musicista francesa. Ela é mais conhecida por interpretar o papel principal no filme belga Puppy Love.

## Carreira
Seu primeiro grande papel foi em 17 Girls. Sua atuação foi elogiada no filme francês Les Révoltés [fr]. Ela estrelou o videoclipe "Up All Night" de Beck. Ela também é membro do grupo musical francês conhecido como Mr. Crock.

## Início da vida
O jornal francês L'Express noticiou que ela cresceu no subúrbio parisiense de Rosny-sous-Bois. Em sua entrevista para a revista francesa Les Inrockuptibles, ela disse que teve aulas de música desde a infância e depois fez o teste para seu primeiro filme, La Permission de minuit [fr].